# Supercoppa italiana 2007 (calcio femminile)
La Supercoppa italiana 2007 di calcio femminile è stata l'undicesima edizione del trofeo, disputata sabato 1º settembre 2007 allo Stadio Gino Alfonso Sada di Monza.

## Gara
La sfida ha visto contrapposte il Bardolino Verona, vincitore della Serie A 2006-2007 e detentore della Coppa Italia 2006-2007, contro il Torino, finalista della Coppa Italia 2006-2007.
A conquistare il titolo è stato il Bardolino Verona, grazie ad una rete di Valentina Boni su calcio di rigore concesso al 9' minuto di gioco per fallo da rigore di Elisabetta Parodi su Patrizia Panico.

## Tabellino
| Arbitro: | Alessandro Silvestri (Milano) |

|                |           |  |
| Boni 9’ (rig.) | Marcatori |  |

| Bardolino Verona | Torino |

### Formazioni
| Bardolino Verona |    |                      |     |
|                  |    |                      |     |
| P                | 1  | Carla Brunozzi       |     |
| D                | 19 | Alessia Tuttino      |     |
| D                | 5  | Maria Sorvillo       |     |
| D                | 2  | Raffaella Manieri    | 60’ |
| D                | 21 | Giorgia Motta        |     |
| C                | 3  | Roberta Stefanelli   |     |
| C                | 15 | Martina Mencaccini   | 55’ |
| C                | 11 | Evelyn Vicchiarello  |     |
| A                | 8  | Melania Gabbiadini   |     |
| A                | 9  | Patrizia Panico      |     |
| A                | 10 | Valentina Boni (c)   |     |
| A disposizione:  |    |                      |     |
| P                | 12 | Anna Maria Picarelli |     |
| D                | 14 | Laura Barbierato     | 55’ |
| C                | 4  | Valeria Magrini      | 60’ |
| C                | 6  | Rachele Perobello    |     |
| C                | 7  | Silvia Toselli       |     |
| C                | 6  | Michela Ledri        |     |
| A                | 23 | Cristiana Girelli    |     |
| Allenatore:      |    |                      |     |
| Renato Longega   |    |                      |     |

| Torino            |    |                     |             |
|                   |    |                     |             |
| P                 | 1  | Carmela Caravilla   |             |
| D                 | 2  | Cristina Gancheri   |             |
| D                 | 3  | Daniela Tavalazzi   |             |
| D                 | 4  | Elisabetta Parodi   |             |
| D                 | 5  | Cristina Cassanelli | Ammonizione |
| C                 | 6  | Pamela Gueli        |             |
| C                 | 7  | Tatiana Zorri       |             |
| C                 | 8  | Marta Carissimi     | 60’         |
| C                 | 9  | Maura Bruno         | 70’         |
| A                 | 10 | Simona Sodini       | 63’         |
| A                 | 11 | Maria Ilaria Pasqui |             |
| A disposizione:   |    |                     |             |
| P                 | 12 | Chiara Serafino     |             |
| D                 | 13 | Manuela Bosi        | 60’         |
| C                 | 14 | Francesca Coluccio  |             |
| C                 | 15 | Serena Giuliano     |             |
| A                 | 16 | Alessia D'Ancona    | 70’         |
| A                 | 17 | Silvia Pisano       |             |
| A                 | 18 | Barbara Bonansea    | 63’         |
| Allenatore:       |    |                     |             |
| Giancarlo Padovan |    |                     |             |